# Conrad Vorstius
Konrad von dem Vorst, dit Conrad Vorstius, né le 19 juillet 1569 à Cologne et mort le 29 septembre 1622 à Tönning, est un théologien germano-néerlandais remonstrant, successeur de Jacobus Arminius à la chaire de théologie de Leyde.

## Biographie
Fils d’un teinturier, après avoir étudié dans les universités d’Allemagne et voyagé en France, il s’arrêta à Genève, où Théodore de Bèze lui offrit une chaire de professeur, qu’il ne voulut pas accepter. II succéda, en 1610, à Arminius, professeur à l’université de Leyde, mais ses adversaires l'attaquèrent devant les États de Hollande et de Frise-Occidentale et tentèrent de mettre les Anglicans de leur côté en s'adressant à l'archevêque de Canterbury ainsi qu'au roi Jacques Ier. Confrontés à des demandes pressantes du roi d'Angleterre, les États cédèrent et retirèrent son poste à Vorstius, tout en lui maintenant son traitement. Celui-ci se retira à Gouda, où il demeura depuis 1612 jusqu’en 1619, uniquement occupé de ses affaires et de ses études. En 1619, le synode de Dordrecht le déclara indigne de professer la théologie et cet anathème, qui frappait tous les Arminiens, engagea les États des Provinces-Unies à le bannir à perpétuité. Obligé de se cacher comme un malfaiteur, il chercha un asile dans les états du duc de Holstein, où il mourut en 1622.
On a de lui un grand nombre d’ouvrages, tant contre les catholiques romains, que contre les adversaires qu’il eut dans le parti protestant. Sa conduite, et quelques-uns de ses écrits, montrent qu’il penchait pour le socinianisme et si ses adversaires n’avaient fait valoir que cette raison, on n’aurait pu les accuser d’injustice. Il avait un fils, Wilhelm Heinrich, qui fut pasteur des Arminiens, à Warmond, en Hollande, et qui composa plusieurs ouvrages.

## Sources
- Louis-Maïeul Chaudon, Pierre-Jean Grosley, François Moysant, Nouveau dictionnaire historique ou Histoire abrégée de tous les hommes qui se sont fait un nom par des talens, des vertus, des forfaits, des erreurs, [et]c. depuis le commencement du monde jusqu’à nos jours, 7e éd., t. 9, Caen, G. Leroy ; Lyon, Bryset frères, 1789, p. 416.